# Scott Parse
Scott Parse, född 5 september 1984 i Portage, Michigan, är en amerikansk professionell ishockeyspelare som spelar för ishockeylaget Los Angeles Kings i NHL.
Parse valdes av Los Angeles Kings som 174:e spelare totalt i NHL-draften 2004.

## Statistik
USHL = United States Hockey League, CCHA = Central Collegiate Hockey Association

### Klubbkarriär
| 2002–03    | Tri-City Storm               | USHL       | 48 | 21 | 23 | 44 | 32 | 3 | 2 | 1 | 3 | 8 |
| 2003–04    | University of Nebraska-Omaha | NCAA       | 39 | 16 | 19 | 35 | 52 | — | — | — | — | — |
| 2004–05    | University of Nebraska-Omaha | NCAA       | 39 | 19 | 30 | 49 | 32 | — | — | — | — | — |
| 2005–06    | University of Nebraska-Omaha | NCAA       | 41 | 20 | 41 | 61 | 40 | — | — | — | — | — |
| 2006–07    | University of Nebraska-Omaha | NCAA       | 40 | 24 | 28 | 52 | 36 | — | — | — | — | — |
| 2006–07    | Grand Rapids Griffins        | AHL        | 10 | 2  | 5  | 7  | 6  | 7 | 1 | 0 | 1 | 8 |
| 2007–08    | Manchester Monarchs          | AHL        | 14 | 0  | 3  | 3  | 4  | — | — | — | — | — |
| 2007–08    | Reading Royals               | ECHL       | 14 | 0  | 3  | 3  | 4  | — | — | — | — | — |
| 2008–09    | Manchester Monarchs          | AHL        | 74 | 15 | 24 | 39 | 38 | — | — | — | — | — |
| 2009–10    | Manchester Monarchs          | AHL        | 14 | 4  | 11 | 15 | 21 | — | — | — | — | — |
| 2009–10    | Los Angeles Kings            | NHL        | 59 | 11 | 13 | 24 | 22 | 4 | 0 | 0 | 0 | 0 |
| 2010–11    | Los Angeles Kings            | NHL        | 5  | 1  | 3  | 4  | 0  | 2 | 0 | 0 | 0 | 0 |
| 2011–12    | Los Angeles Kings            | NHL        | 9  | 2  | 0  | 2  | 14 | — | — | — | — | — |
| NHL totalt | NHL totalt                   | NHL totalt | 73 | 14 | 16 | 30 | 36 | 6 | 0 | 0 | 0 | 0 |